# Graphania exquisita
Graphania exquisita är en fjärilsart som beskrevs av Alfred Philpott 1903. Graphania exquisita ingår i släktet Graphania och familjen nattflyn. Inga underarter finns listade i Catalogue of Life.